# Донжон

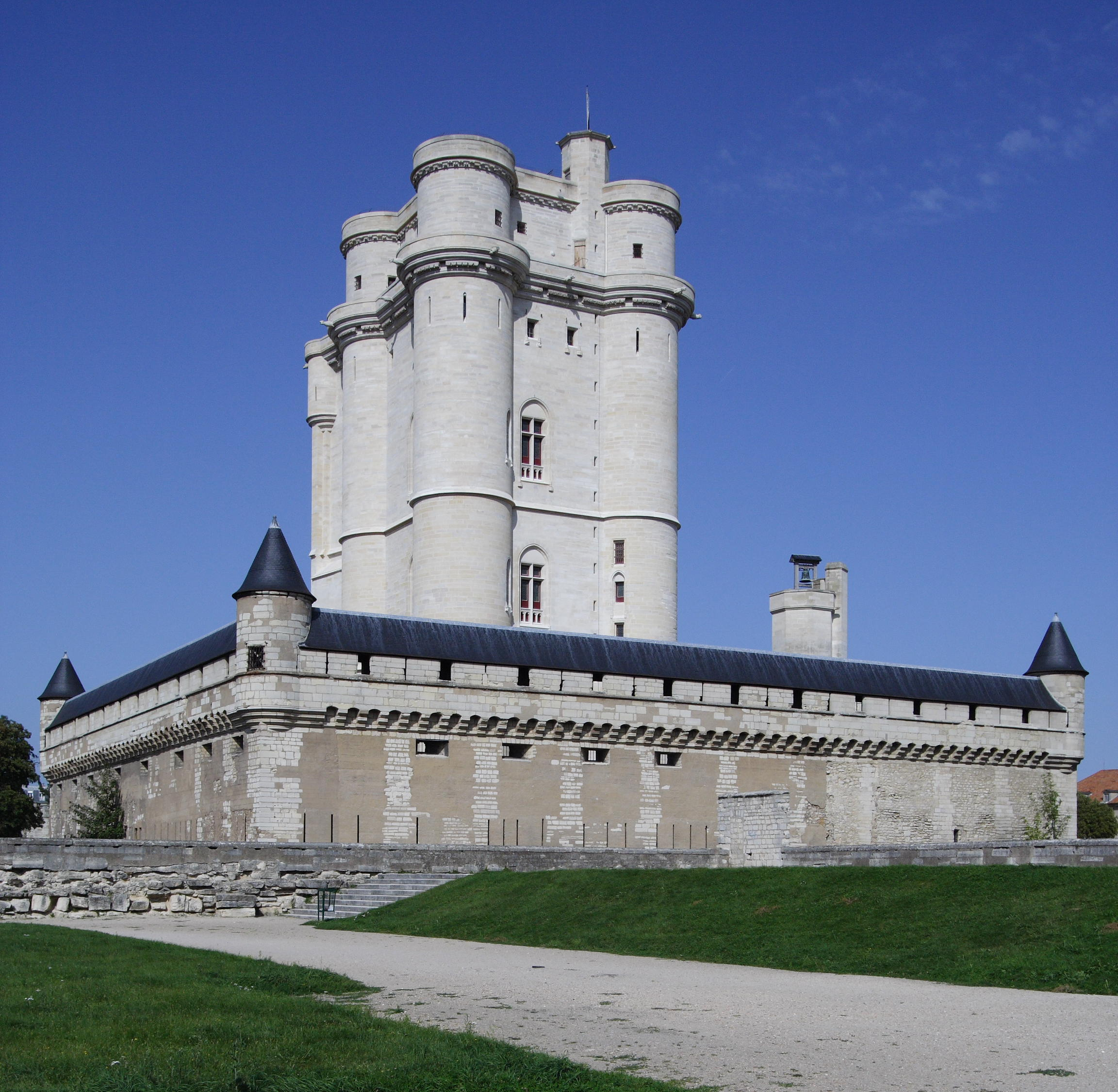
Цитадель Венсенского замка (Париж)

Донжо́н (фр. donjon «господская башня» от ср. лат. dominionus) — главная башня в европейских феодальных замках.
В отличие от башен на стенах замка, донжон находится внутри крепостных стен (обычно в самом недоступном и защищённом месте) и обычно не связан с ними — это как бы крепость внутри крепости. Донжоны сооружались из дерева или из камня, имели по три этажа, но в большинстве случаев там находились очень тесные помещения, не предназначенные для жилья. Жилой дом воздвигался на расстоянии, а главная башня имела символическое и военное предназначение. Кроме того, в донжоне часто располагались различные важные помещения замка — оружейные, главный колодец, склады продовольствия.
Кроме того, хотя обычно замки представляли собой некую территорию, обнесённую стенами с башнями и донжоном внутри, многие из них в сущности состояли лишь из самих «центральных» башен (без крепостных стен) — примером может послужить замок Вао XIV века в Эстонии.
Формы донжонов весьма разнообразны: в Великобритании были популярны четырёхугольные башни, но также встречались круглые, восьмиугольные, правильные и неправильные многоугольные донжоны, а также комбинации из нескольких перечисленных форм. Изменение формы донжонов связано с развитием архитектуры и осадной техники. Круглая или многоугольная в плане башня лучше противостоит воздействию снарядов. Иногда при постройке донжона строители следовали рельефу местности, например, размещая башню на скале неправильной формы.
В средневековой Японии подобную функцию выполнял тэнсю.
От донжона следует отличать бергфрид (нем. Bergfried) — нежилую доминирующую башню замка, как правило, цилиндрической формы, получившую распространение на территории средневековой Германии и Чехии.

## Примеры
- Уайт Тауэр (англ. White Tower «Белая башня») в Лондонском Тауэре (The Tower of London), построенная Вильгельмом Завоевателем;
- Башня в Рочестерском замке в Рочестере, графство Кент, которая и сейчас доминирует в панораме города;
- Круглый донжон в Руане — всё, что осталось от большого городского замка, в котором была заключена Жанна Д'Арк после обвинения в ереси.
- Донжон «Длинный Герман» Нарвского замка
- Замок Святого Ангела (Сант-Анджело) — знаменитый замок, крепость и усыпальница в Ватикане, несколько десятилетий служивший резиденцией римских пап.

На современной территории России:
- Донжон Выборгского замка (башня св. Олафа).
- Замковая башня Кёнигсбергского замка.
- Донжон Смоленского замка литовской эпохи (стоял на Вознесенской горе, существовал до постройки Смоленской крепостной стены).[3]

## Галерея

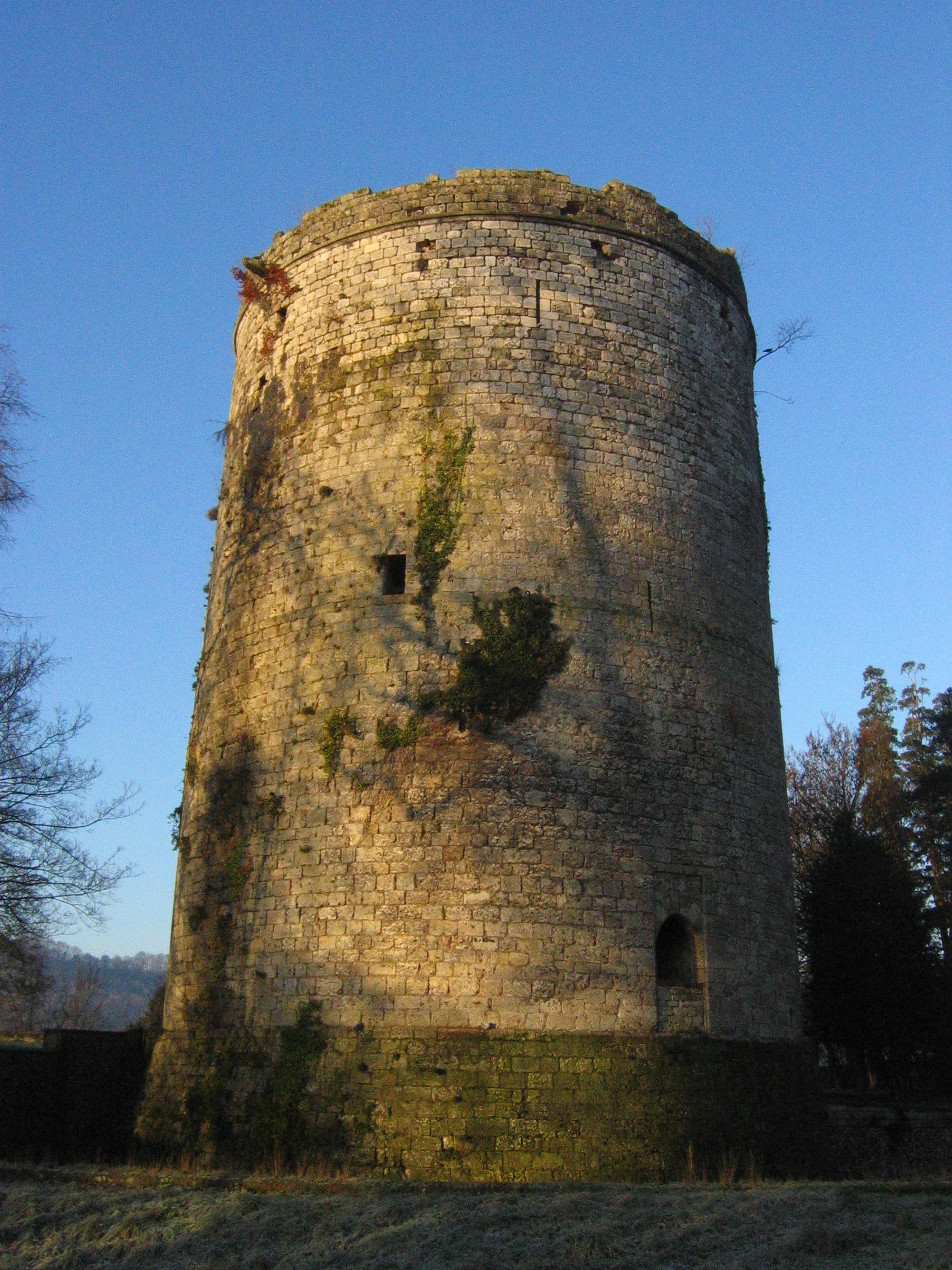
Донжон в Лильбоне (Верхняя Нормандия)
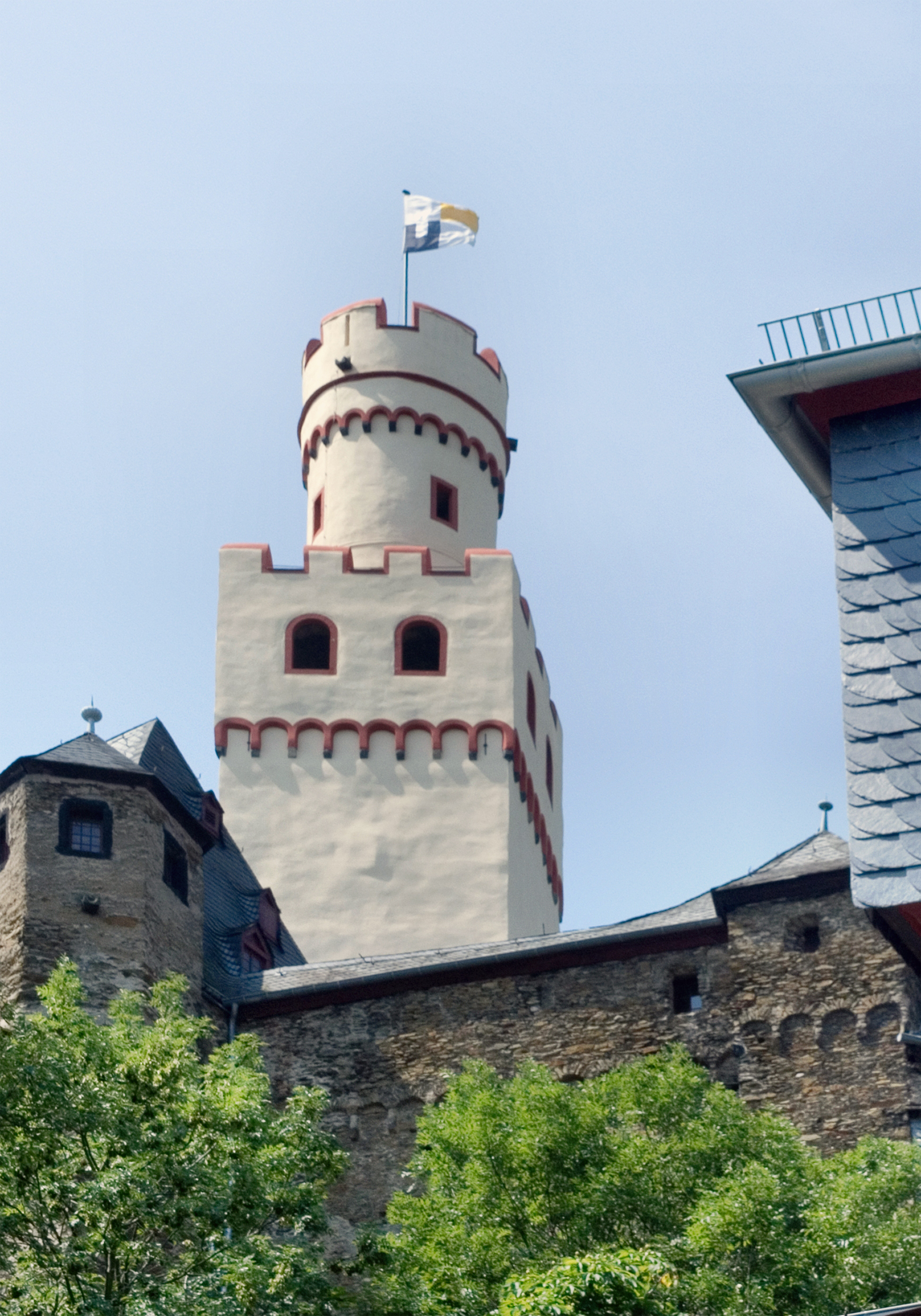
Донжон замка Марксбург (Браубах, Рейнланд-Пфальц)
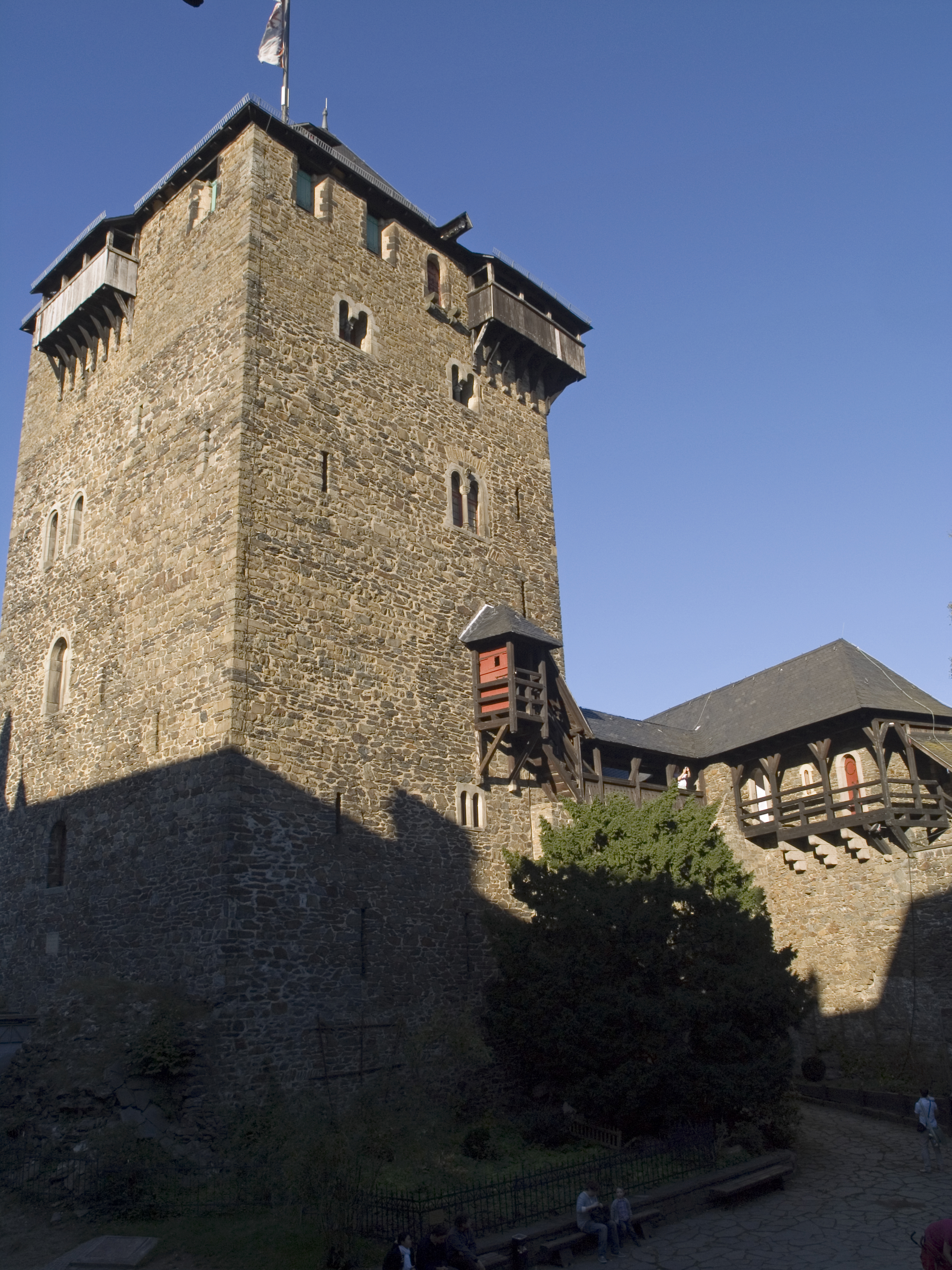
Донжон Замка Бург (Золинген, Северный Рейн-Вестфалия)
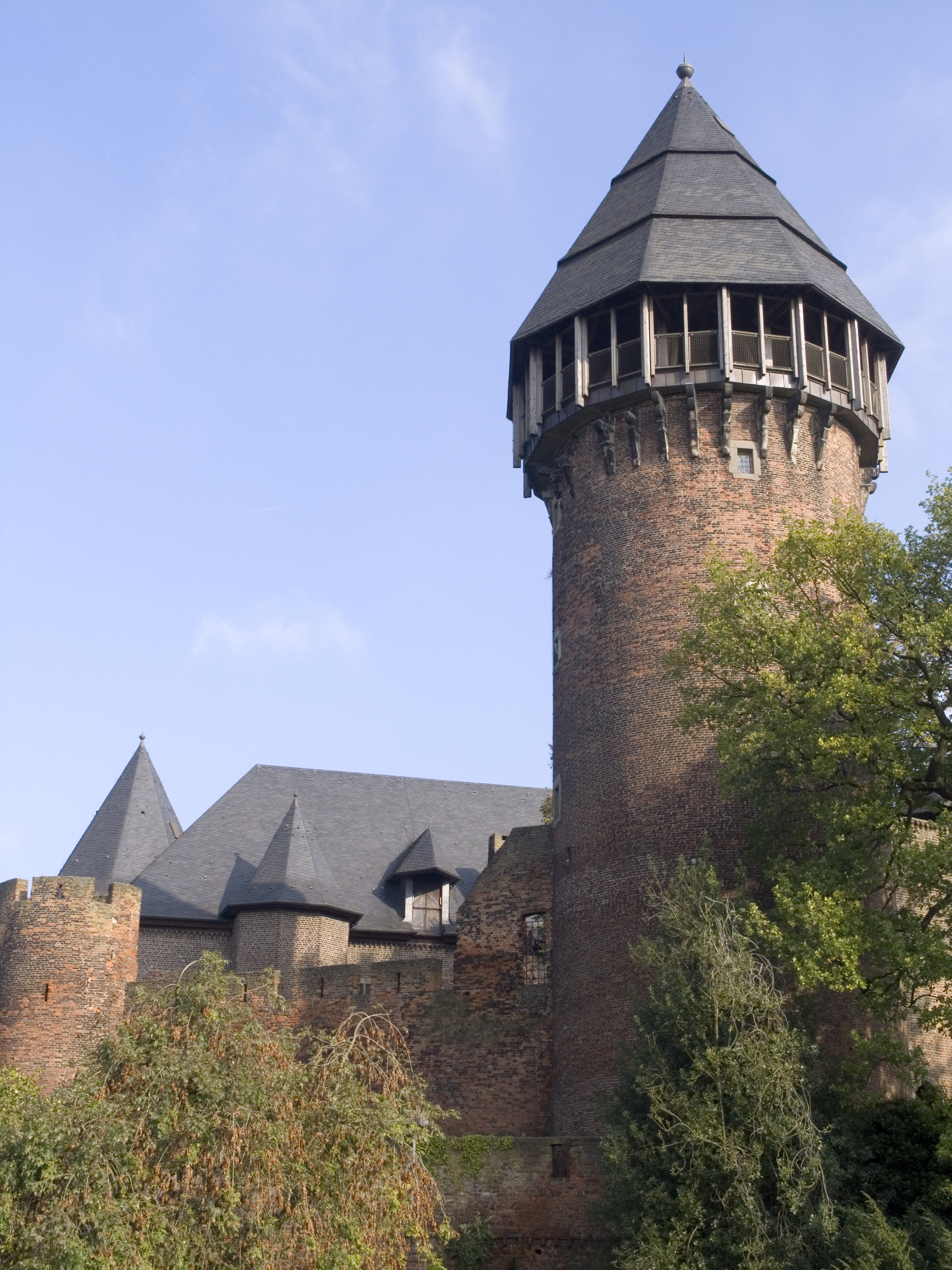
Бергфрид замка Бург Линн (Крефельд, Северный Рейн-Вестфалия)
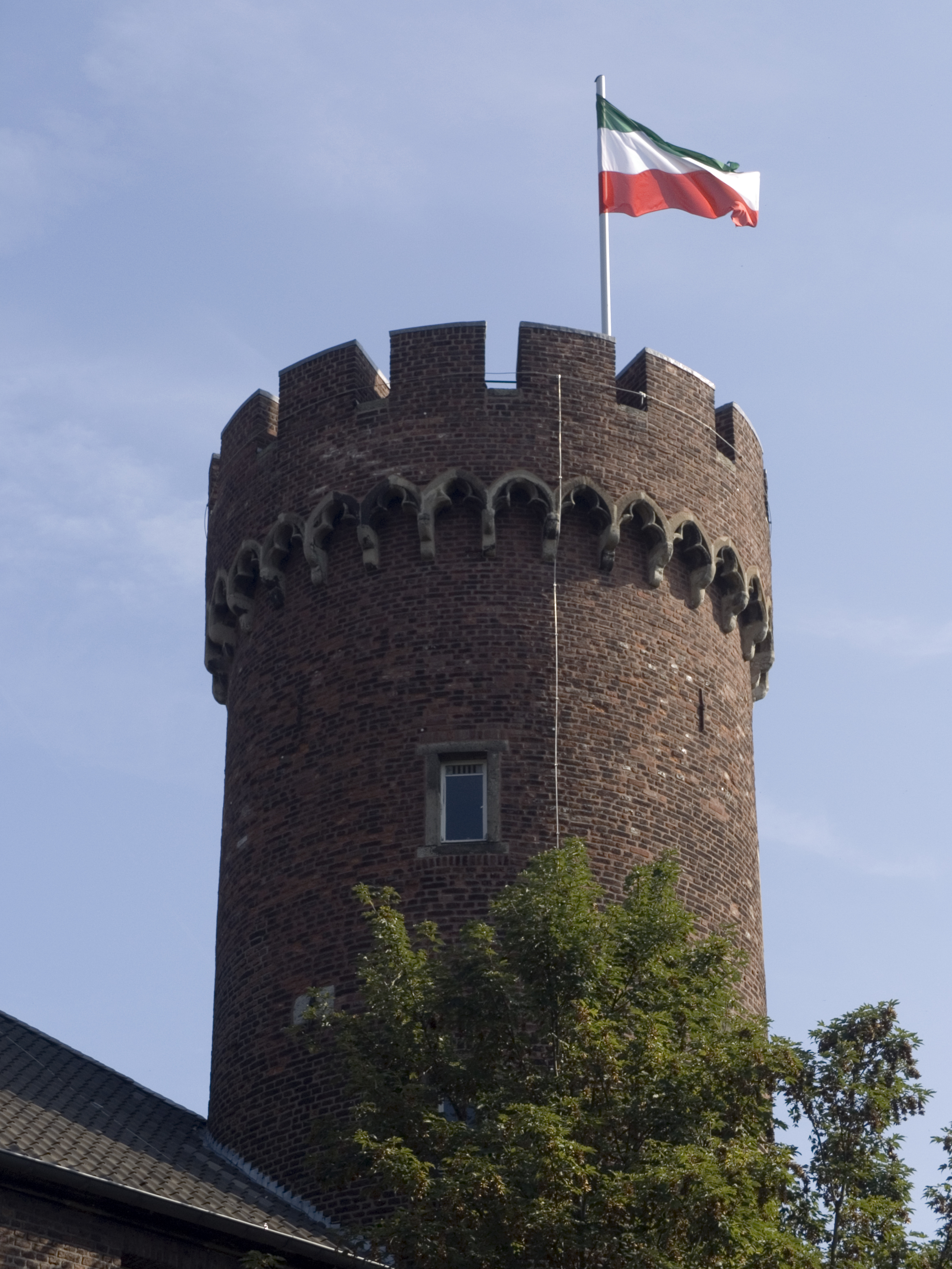
Донжон Кемпенского замка, (Северный Рейн-Вестфалия)
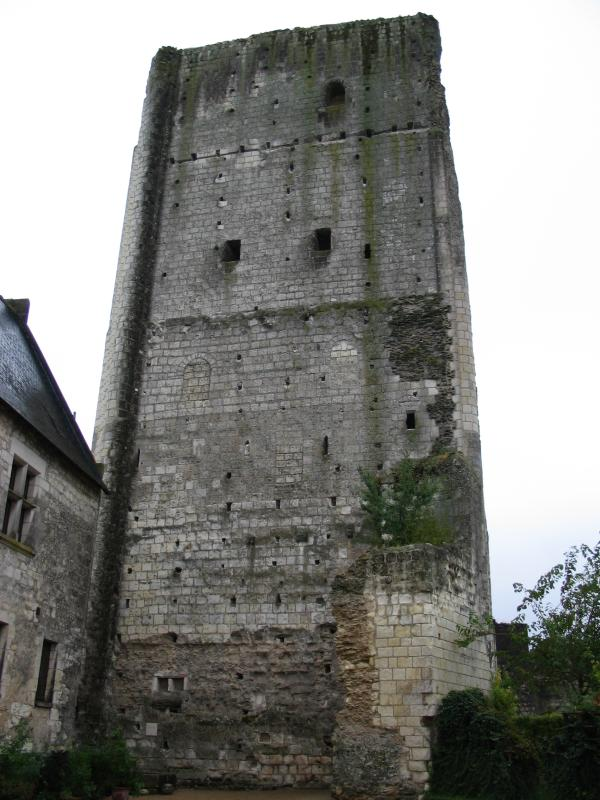
Донжон замка Лош (центральная Франция)
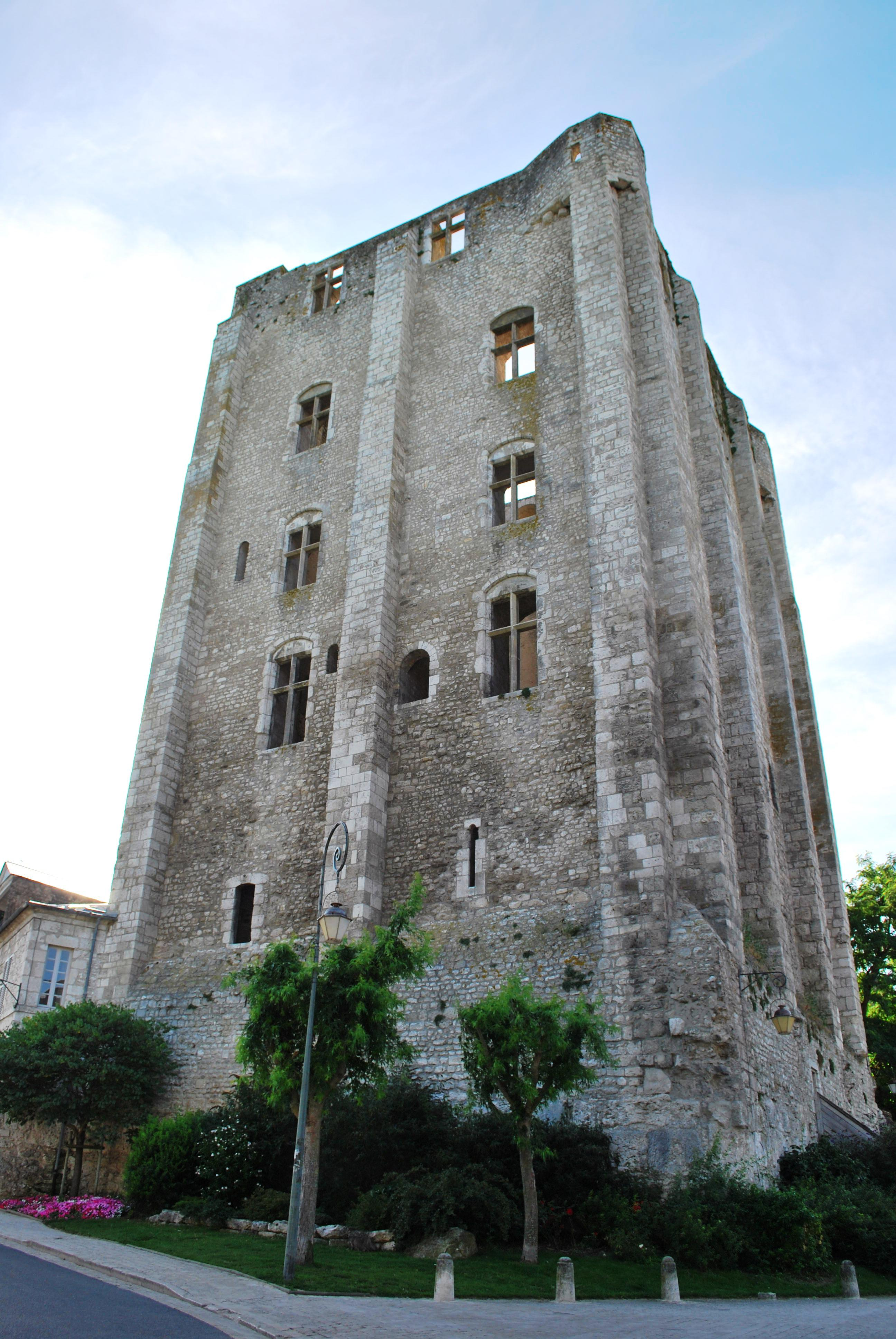
Донжон Божанси (центральная Франция)
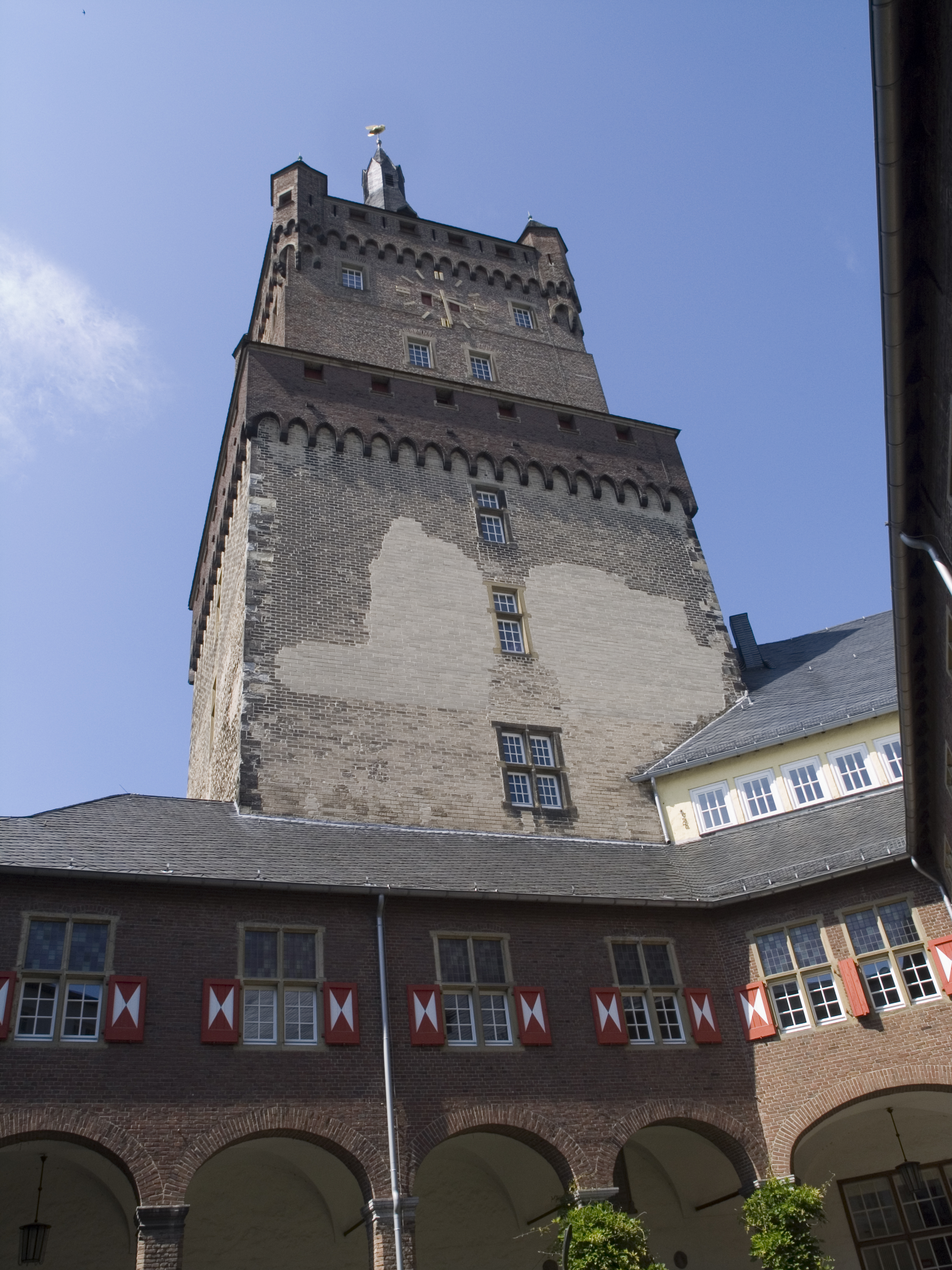
Донжон замка Шваненбург (Клеве, Северный Рейн-Вестфалия)
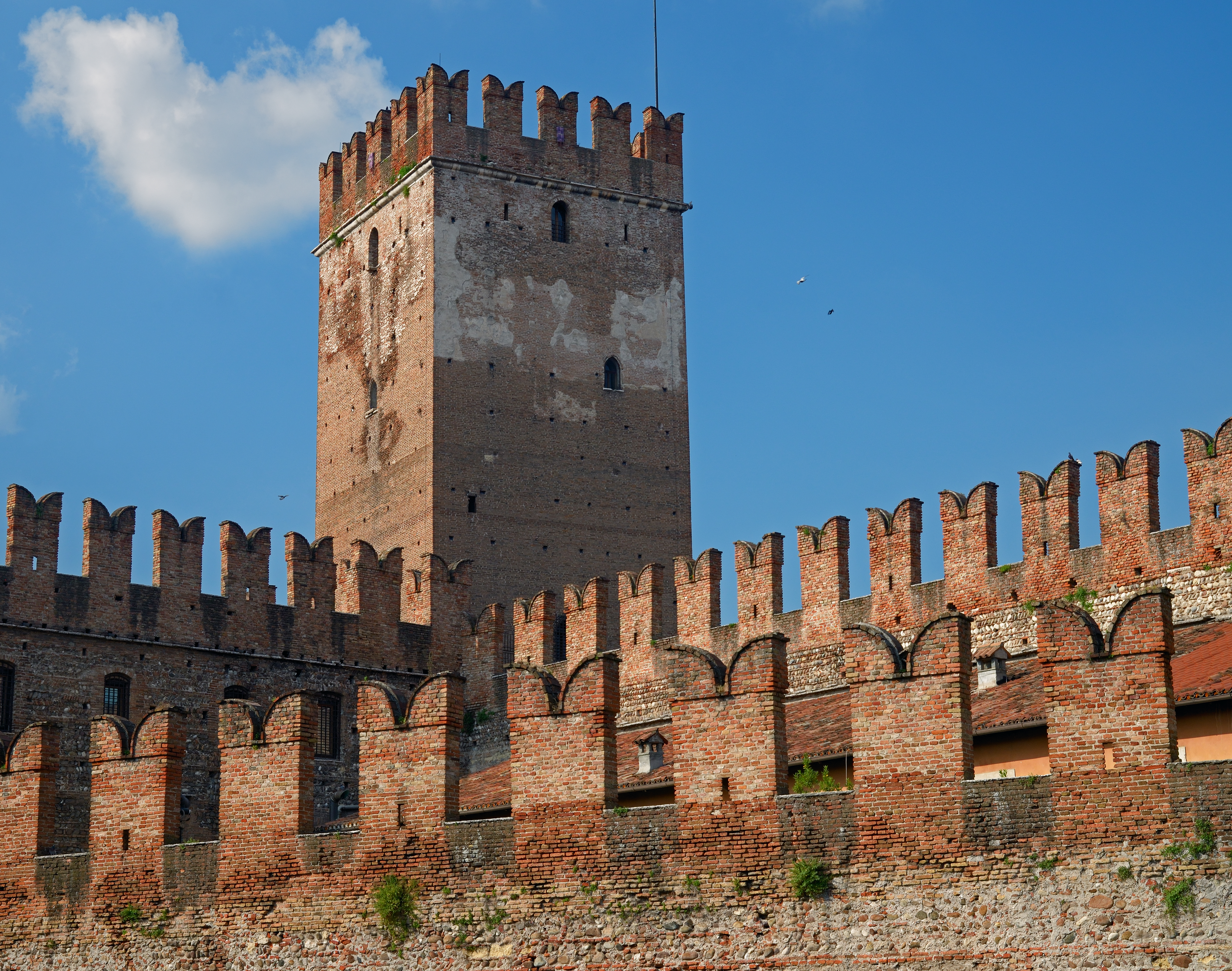
Донжон замка Кастельвеккио (Верона, Италия)
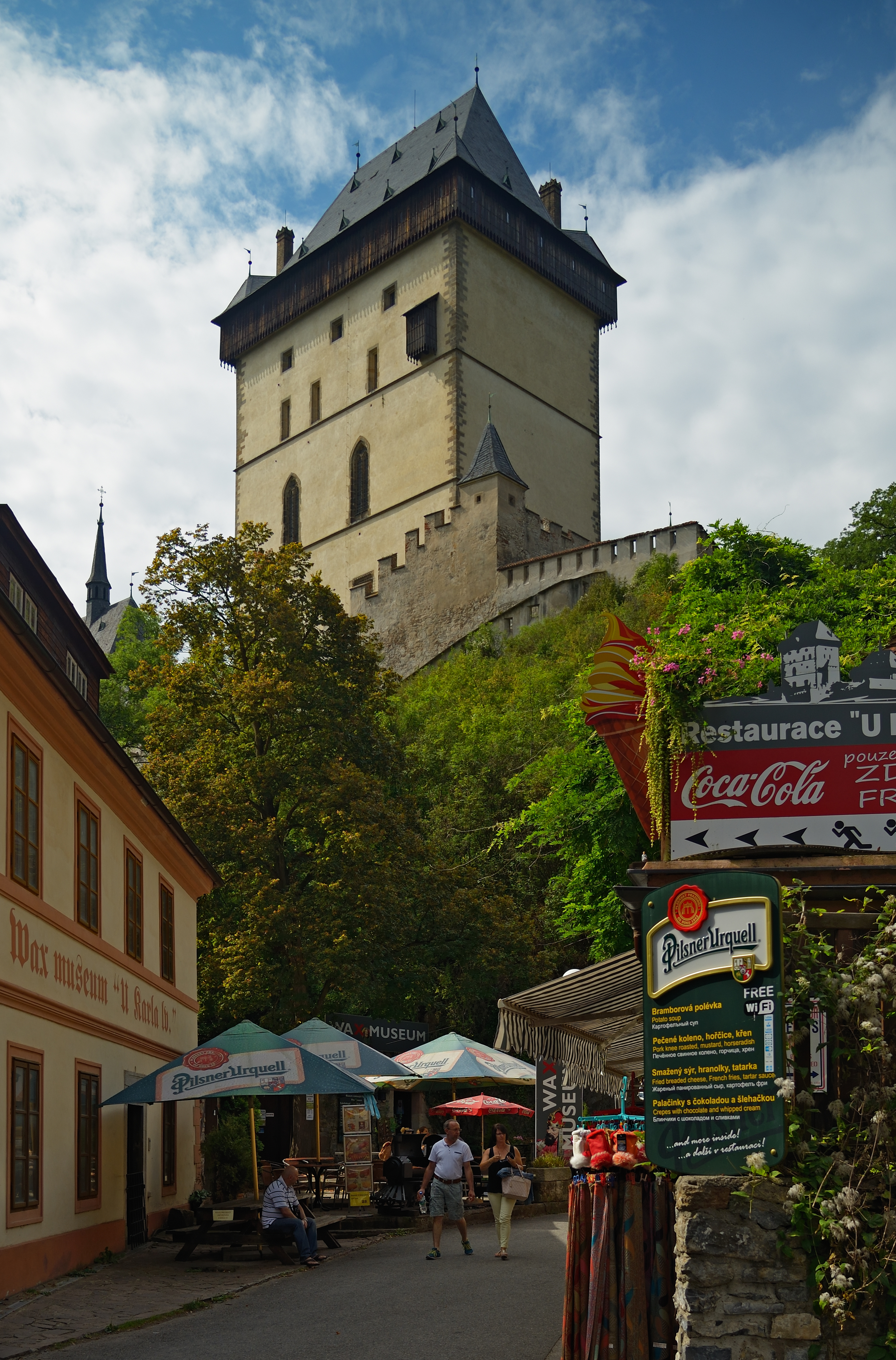
Донжон замка Карлштейн (Чешская Республика)